# Torre del Moro

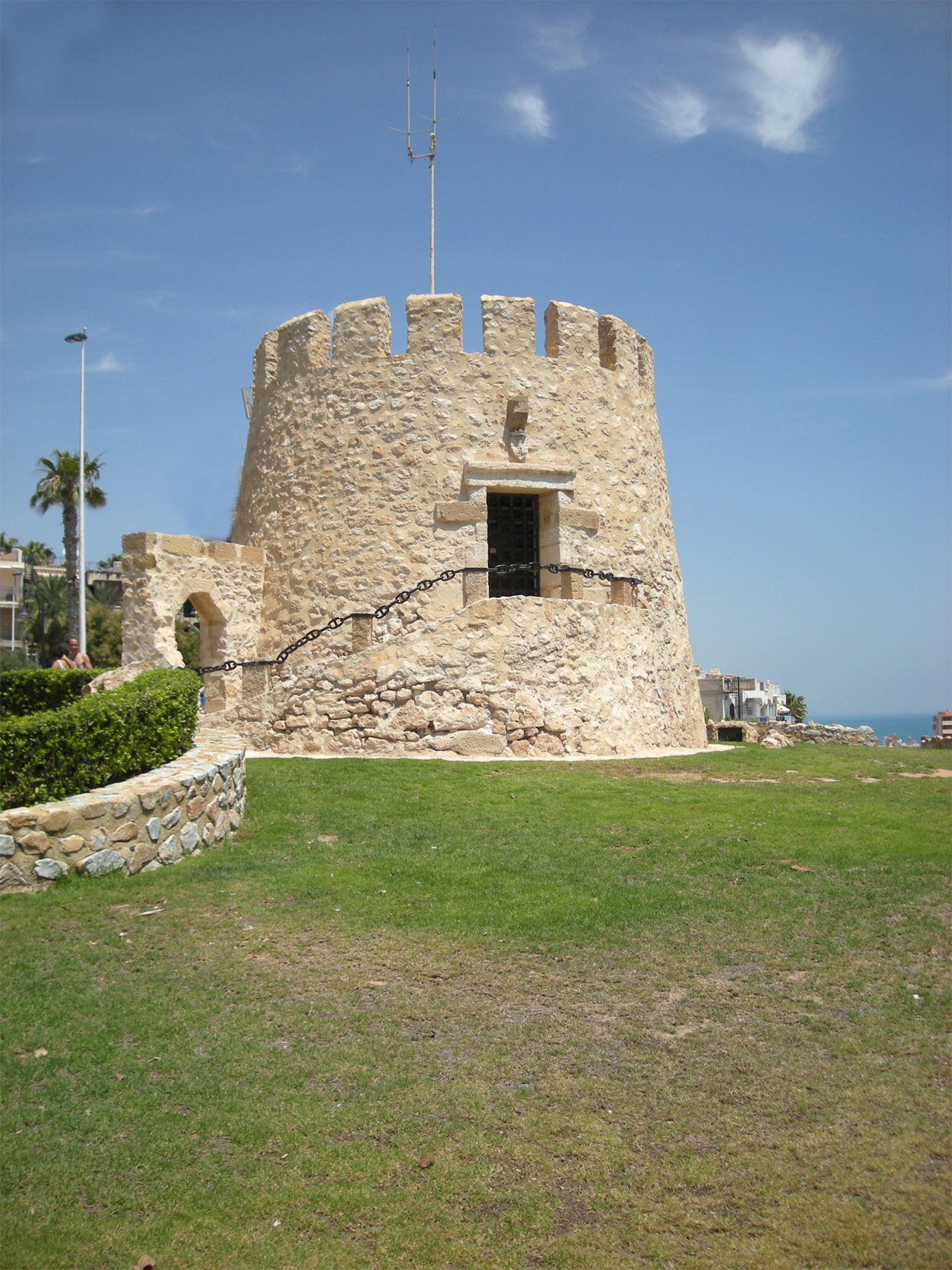
Torre del Moro

Torre del Moro är ett torn i närheten av Torrevieja.

## Beskrivning
Torre del Moro ligger vid Cabo Cervera, cirka fem kilometer från centrum av Torrevieja vid kustvägen mot La Mata några hundra meter från kusten.
Dess form är cirkulär och det är byggt med frimureri (avser arbete som utförs med ojämna stenar tillsammans med murbruk som är en blandning av kalk, sand och vatten). Det har genomgått flera restaureringar genom historien, varav en som gjordes 1960 och en 1994.
Den första restaureringen gjordes för att återfå den ursprungliga konstruktionen, som hade en spiraltrappa för att nå den övre delen. 1994 restaurerades tidigare lämningar och det byggdes ett krenelerat torn (krenelerat betyder eller hänför sig till formen, av typen krona, som har inretts på toppen av tornet), vilket framhäver tornet som en symbol för staden Torrevieja.
Tornet förklarades som skyddat kulturminne 1985.

## Historia
Saltproduktionen i Torrevieja har använt sjöfarten som ett vanligt transportmedel. Man lastade godset i La Mata och därefter i viken Cornuda, känt som Saltepoken. Tornen för övervakning och försvar var en del av den kustnära infrastrukturen i området Cabo Cervera. De viktigaste var det i Torrelamata som ger namn åt socknen Torrevejense och Torre-Vieja, (gammalt torn) som låg nära viken Cornuda och som gav namnet till staden Torrevieja.
Ursprunget till detta system av torn är inte exakt daterat, men det är känt att under år 1312 bemyndigade Jaime II borgmästaren i Orihuela att bygga ett vakttorn på Cabo Cervera, men det är inte känt om tornet som restes år 1320, byggts på ett tidigare eller om man byggt ett helt nytt.
Bredvid detta torn skulle finnas  en liten grupp soldater som tillsammans med kustbevakningen skulle skydda tornet och dess omgivning.
1378 anfölls tornet av två muslimska galärer, och man behövde kalla in hjälp från militären i Orihuela för att slå tillbaka attacken. Det spelade även en roll i kriget mellan de nuvarande provinserna Castilla och Aragón.